# HERG
hERG (ヒト遅延整流性カリウムイオンチャネル遺伝子, human Ether-a-go-go Related Gene) とは、心筋活動電位の再分極を担う、 カリウムイオンチャンネルKv11.1をコードする遺伝子である。

## 構造
hERGカリウムチャンネルは、それぞれ６個（S1－S6）の膜貫通領域を含む４つの同一のサブユニットから構成されている。S4ヘリックスはアルギニンもしくはリシンを3ヶ所ごとに持ち、電位センサーとして作用すると考えられている。S5ヘリックスとS6ヘリックスを連結しているポアヘリックスは、その他の3つのサブユニットとの結合部分となり、イオンチャンネルの細孔を形成して選択透過性を発現している。選択透過の過程（SVGFG）はKcsAチャンネルの動作と非常に類似している。

## 遺伝学
このイオンチャンネルの異常は、機能喪失型変異によりQT延長症候群（LQTS）を、機能獲得型変異によりQT短縮症候群を引き起こしうる。心筋活動電位の再分極の乱れから生じるQT延長、短縮はともに致命的な不整脈の原因となる。

## 薬物相互作用
このイオンチャンネルは、薬物との結合や細胞外のカリウムレベルの低下に対して敏感である。どちらの場合も結果としてチャンネルの機能低下やQT延長症候群を起こす。ある種の抗不整脈薬（特にIa群とIII群）、抗精神病薬、キノロン系とマクロライド系抗生物質においてQT延長の副作用が見られることがある。

心臓に対する副作用を起こす機構は他にも存在するが、多くのQT延長を起こす例において薬物とhERGカリウムイオンチャンネルとの間に相互作用があることが知られている。この現象の主な原因はｈERGチャンネルの前庭部分が大きいことによる。そのため、より多くの異なる種類の薬物がカリウムチャンネルと結合し、チャンネルをブロックする余地がある。

このような薬物によるQT異常の危険性が認知されたため、行政当局は臨床前開発における心疾患安全性の確立に対する勧告を出した（ICH S7B、心室再分極遅延（QT間隔遅延）の薬学的臨床前評価）。この勧告はCHMP（欧州医薬品審査庁の医薬品委員会）により2005年5月により承認され、CHMP/ICH/423/02として公布された。臨床前のhERG研究はGLP環境により行われなければならない。
逆に、新薬開発の観点からは、探索の初期段階で候補化合物とhERGカリウムイオンチャンネルとの結合の強さを試験し、心疾患の危険性をある程度回避することが期待できる。これにより開発費用と時間を節約することができるため、2008年現在、分子構造と結合の強さとの間の相関関係の研究が盛んに行われている。hERGカリウムイオンチャンネルとの結合しやすい化合物には以下の特徴が共通して見られる。
- 塩基性アミンを持つ（陽イオン化しやすい。pKa >7.3）。
- 疎水性/親油性部分構造（ClogP >3.7)。
- 陰イオン化できる置換基を持たない。
- 水素結合を受け入れる酸素原子を持たない。

## 名称の由来
hERGは、1960年代、William D. Kaplan （現在、カリフォルニア州ドアルテにあるCity of Hope Hospitaに在籍）により、ショウジョウバエにおいて見出されたether-a-go-go遺伝子のヒトホモログであることからhERG遺伝子と呼ばれる。この遺伝子に変異が生じたショウジョウバエをエーテルで麻酔すると、ダンスするように脚を震えさせたことから、カリフォルニア州ウェスト・ハリウッドのナイトクラブ「ウィスキー・ア・ゴーゴー」において当時人気であったダンスにちなんでether-a-go-go遺伝子と命名された。